# 1806 en arts plastiques
| Années des arts plastiques : 1803 - 1804 - 1805 - 1806 - 1807 - 1808 - 1809    |
| Décennies des arts plastiques : 1770 - 1780 - 1790 - 1800 - 1810 - 1820 - 1830 |

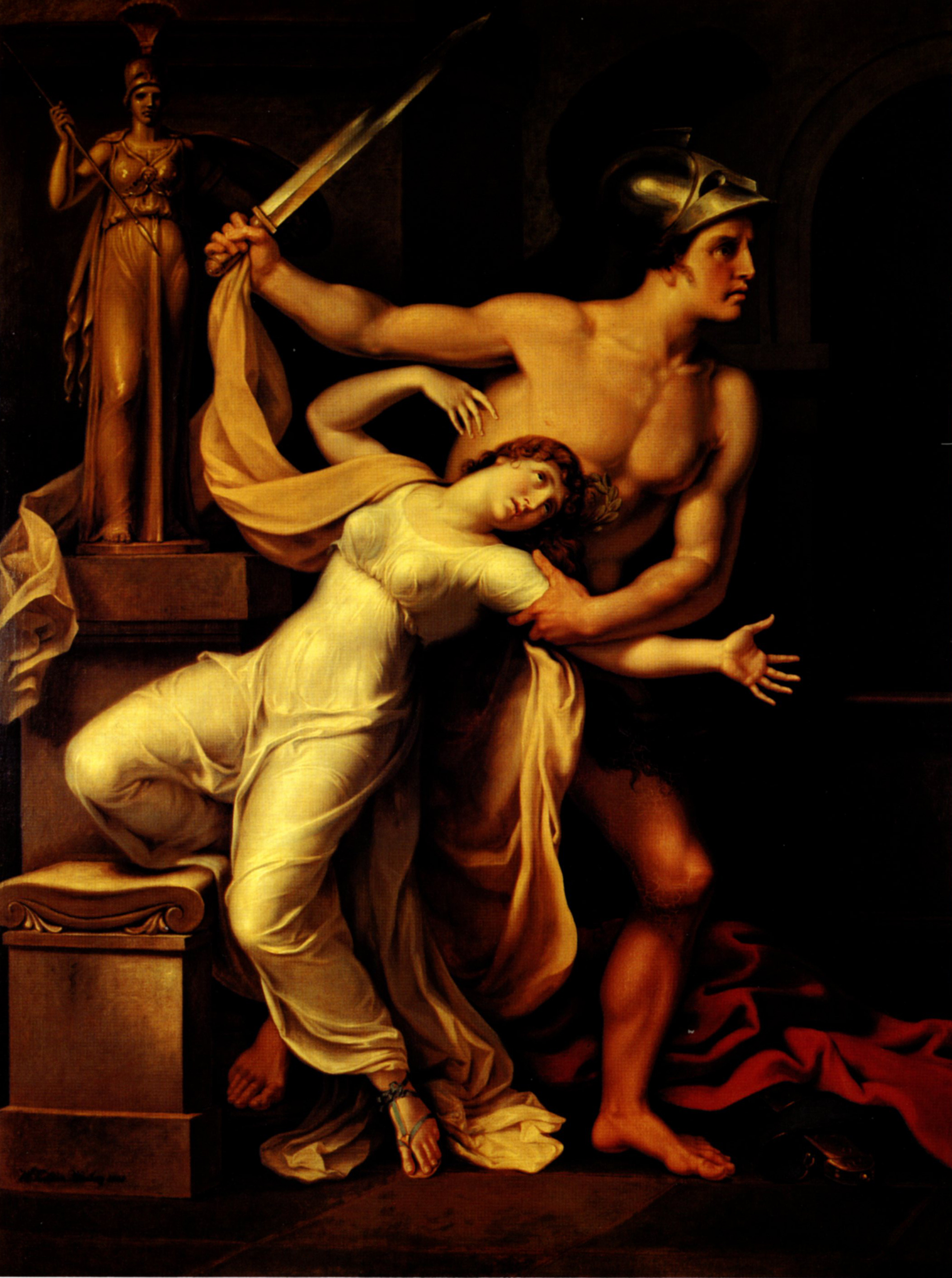
Ajax et Cassandre, toile de Johann Heinrich Wilhelm Tischbein.

Cette page concerne l'année 1806 en arts plastiques.

## Événements
- 15 septembre : Inauguration par Napoléon Ier en personne du Salon de 1806 à Paris avec l'exposition d'environ 700 œuvres. Cette manifestation marque la deuxième participation d'Ingres après une première et discrète participation au Salon de 1802[1]. Il y expose cinq portraits, les trois de la famille Rivière, celui de Napoléon Ier sur le trône impérial et son Autoportrait à vingt-quatre ans. La réception critique est négative.

## Œuvres
- La Paix, sculpture d'Antoine-Denis Chaudet (musée du Louvre).
- Scène du déluge, tableau de Anne-Louis Girodet (musée du Louvre).
- vers 1804-1806 : Allégorie de l'Agriculture, Allégorie de l'Industrie, Allégorie des Sciences et Allégorie du Commerce, tableaux de Francisco de Goya.
- Gravure de l'arc de Berà par Alexandre de Laborde[2].

## Naissances
- 5 janvier : Constant Mongé-Misbach, peintre d'histoire français († 18 janvier 1871),
- 8 janvier : Jean Gigoux, peintre d'histoire, dessinateur, lithographe, illustrateur et collectionneur français († 11 décembre 1894),
- 13 janvier : Eugen Napoleon Neureuther, peintre, dessinateur et graveur allemand († 23 mars 1882),
- 16 janvier : Bernhard von Neher, peintre allemand († 17 janvier 1886),
- 30 janvier : Édouard Maubert, peintre français d'histoire naturelle († 30 avril 1879),
- 3 février : Joseph Marc Gibert, peintre français († 31 décembre 1884),
- 21 février : Johann Georg Hiltensperger, peintre d'histoire et professeur à l'Académie des beaux-arts de Munich allemand († 13 juin 1890),
- 8 mars : Antonio María Esquivel, peintre espagnol († 9 avril 1857),
- 12 mars : Charles Mozin, peintre français († 7 novembre 1862),
- 15 mars : Alexis Joseph Pérignon,  peintre français († 23 mars 1882),
- 16 mars : Félix De Vigne, peintre et archéologue belge († 5 décembre 1862),
- 2 mai : Charles Gleyre, peintre suisse († 5 mai 1874),
- 6 mai :  Adeodato Malatesta, peintre italien († 24 décembre 1891),
- 12 juin : Marc Antoine Claude Monnin, graveur français († 1884),
- 11 juillet : Giacinto Gigante, peintre italien († 29 septembre 1876),
- 16 juillet : Paul Lauters, aquarelliste, lithographe et graveur belge († 12 novembre 1875),
- 28 juillet : Alexandre Ivanov, peintre russe († 15 juillet 1858),
- 31 juillet : Eugène Lepoittevin, peintre, graveur, illustrateur et caricaturiste français († 6 août 1870),
- 9 août : Pierre François Eugène Giraud, peintre et graveur français († 28 décembre 1881),
- 23 septembre : Prosper Lafaye, peintre, dessinateur et maître-verrier français († 3 mars 1883),
- 14 novembre : Joseph Guichard, peintre français († 31 mai 1880),
- 16 décembre : Frédéric Martens, photographe et graveur franco-italien († 12 janvier 1885),
- 30 décembre : Alexandre Hesse, peintre français († 7 août 1879).

- ? : 
  - Antoine Wiertz, peintre, sculpteur et lithographe belge († 1865).
  - Pompeo Calvi, peintre italien († 28 juin 1884).

## Décès
- 10 janvier : Domenico Mondo, peintre italien († 12 mai 1723),
- 22 février : James Barry : peintre britannique (° 11 octobre 1741),
- 13 mars : Gabriel-François Doyen, peintre français (° 20 mai 1726),
- 13 mai : Jean-Faur Courrège, peintre français (° 1730),
- 10 juillet : George Stubbs, peintre britannique (° 25 août 1724),
- 22 août : Jean-Honoré Fragonard, peintre français (° 5 avril 1732),
- 12 octobre : Louis-Gabriel Moreau, dessinateur, aquafortiste et peintre français (° 1740),
- 31 octobre : Utamaro Kitagawa, graveur et peintre japonais (° vers 1753),
- ? :
  - Jean-Baptiste Delafosse, graveur et pasteliste français (° 1721),
  - Carlo Magini, peintre baroque italien (° 1720),
  - Michelangelo Morlaiter, peintre italien (° 23 décembre 1729).
  - Qian Weiqiao, peintre chinois (° 1739).